# Villecelin
Villecelin ist eine französische Gemeinde mit 78 Einwohnern (Stand: 1. Januar 2022) im Département Cher in der Region Centre-Val de Loire; sie gehört zum Arrondissement Saint-Amand-Montrond und zum Kanton Châteaumeillant. Die Einwohner werden Villecelinois genannt.

## Geographie
Villecelin liegt etwa 33 Kilometer südsüdwestlich von Bourges. Umgeben wird Villecelin von den Nachbargemeinden Saint-Baudel im Norden, Venesmes im Nordosten und Osten, Montlouis im Osten und Südosten, La Celle-Condé im Süden sowie Chezal-Benoît im Westen.

## Bevölkerungsentwicklung
| Jahr                       | 1962 | 1968 | 1975 | 1982 | 1990 | 1999 | 2008 | 2019 |
| Einwohner                  | 166  | 153  | 133  | 117  | 102  | 106  | 102  | 84   |
| Quellen: Cassini und INSEE |      |      |      |      |      |      |      |      |

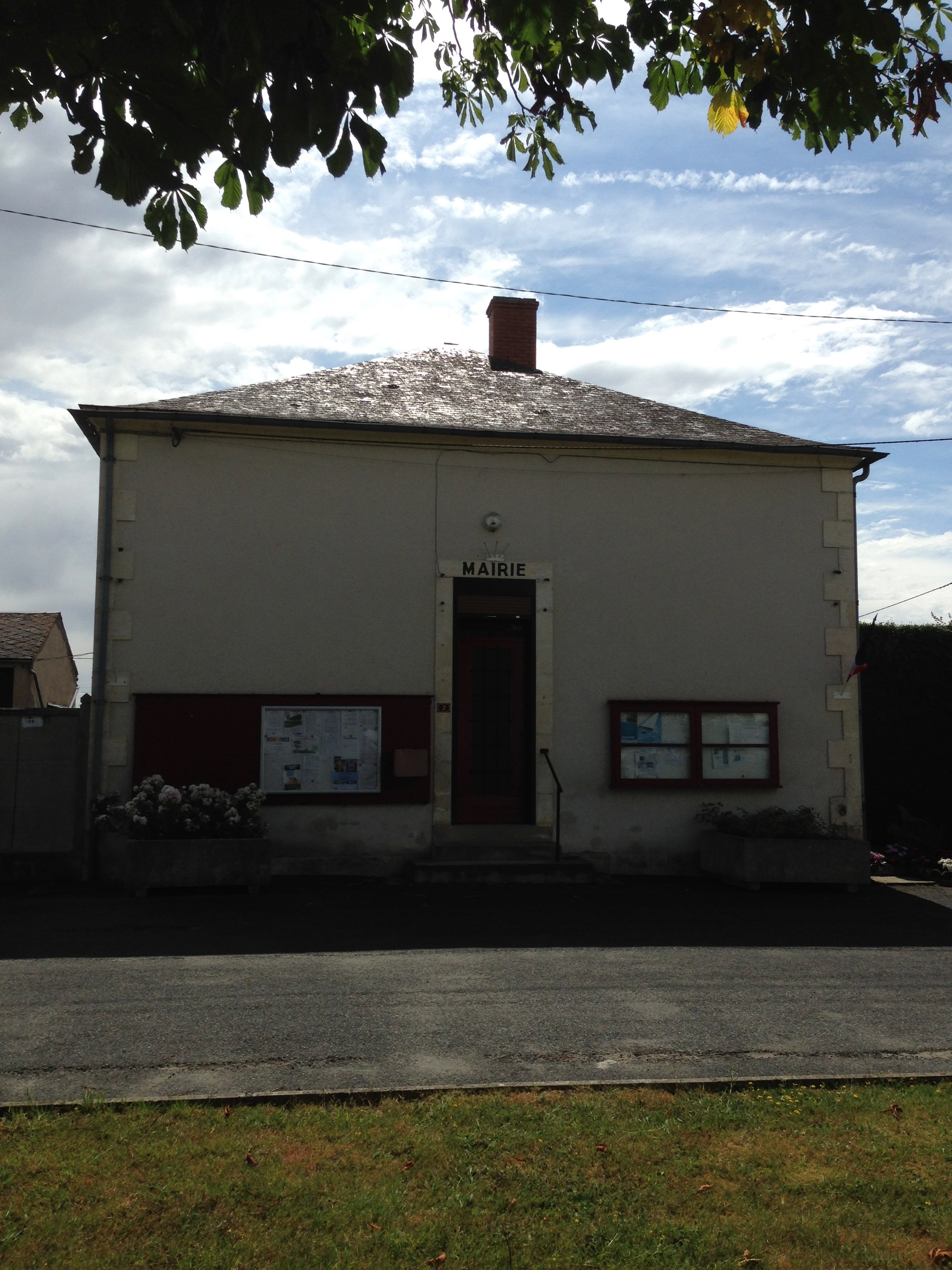
Mairie Villecelin
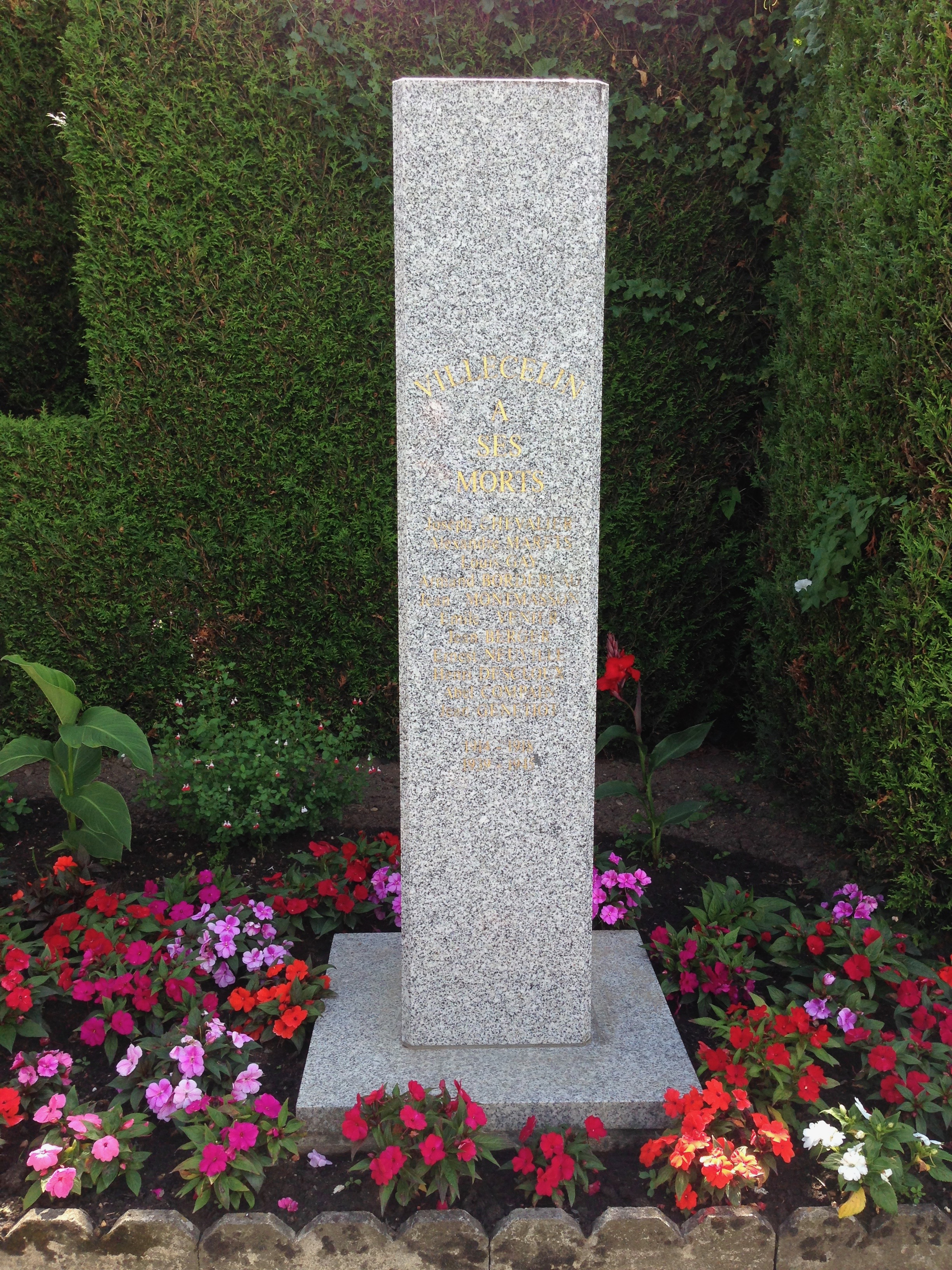
Gefallenendenkmal